# Perevoz
Perevoz (del ruso: Перевоз) es una ciudad del óblast de Nizhni Nóvgorod, en Rusia, centro administrativo del raión homónimo. Está situada a orillas del río Piana, a 120 km al sudeste de Nizhni Nóvgorod, la capital del óblast. Su población era de 8.826 habitantes en 2009.

## Historia
En el emplazamiento donde sencuentra la localidad moderna hay conocimiento de la existencia de un pueblo desde el siglo XIV. 
Recibió el estatus de ciudad por primera vez (como Pianski Perevoz, siendo nombrada a su vez centro de un uyezd) en 1779, aunque perdió este estatus poco después.
Durante el siglo XIX las principales ocupaciones de los habitantes de la ciudad eran la agricultura y la elaboración de redes para la pesca, que se utilizaban en particular en el mar Caspio.
En 1962 recibe el de asentamiento de tipo urbano y recupera el de ciudad en 2000.

## Demografía
| 1897 | 1979  | 1989  | 2002  | 2008  |
| ---- | ----- | ----- | ----- | ----- |
| 800  | 6 400 | 8 313 | 9 386 | 8 900 |

## Cultura y lugares de interés
En Palets, un pueblo del raión que administra Perevoz, se encuentra la iglesia Odigiti (церковь Одигитрии) que data de 1680, mientras que en otra población, Bólshiye Kemary se puede contemplar la catedral Snamenski (Знаменский собор) de 1701.

## Econocmía y transporte
En Perevoz desempeñan sus acctividades empresas dedicadas a los sectores textil, electrotécnico y alimentario.
La ciudad está unida al ferrocarril abierto en este segmento en 1918 entre Moscú-Arzamás-Kazán (estación Perevózskaya).

## Personalidades
- Guennadi Yanáyev, (1937-2010), político.